# Röd ålgräsmask
Röd ålgräsmask (Lineus ruber) är en djurart som tillhör fylumet slemmaskar, och som först beskrevs av Otto Friedrich Müller 1774. Enligt Catalogue of Life ingår Röd ålgräsmask i släktet Lineus och familjen Lineidae, men enligt Dyntaxa är tillhörigheten istället släktet Lineus, och ordningen Heteronemertea. Arten är reproducerande i Sverige. Inga underarter finns listade i Catalogue of Life.